# Heinrich von Nauendorf

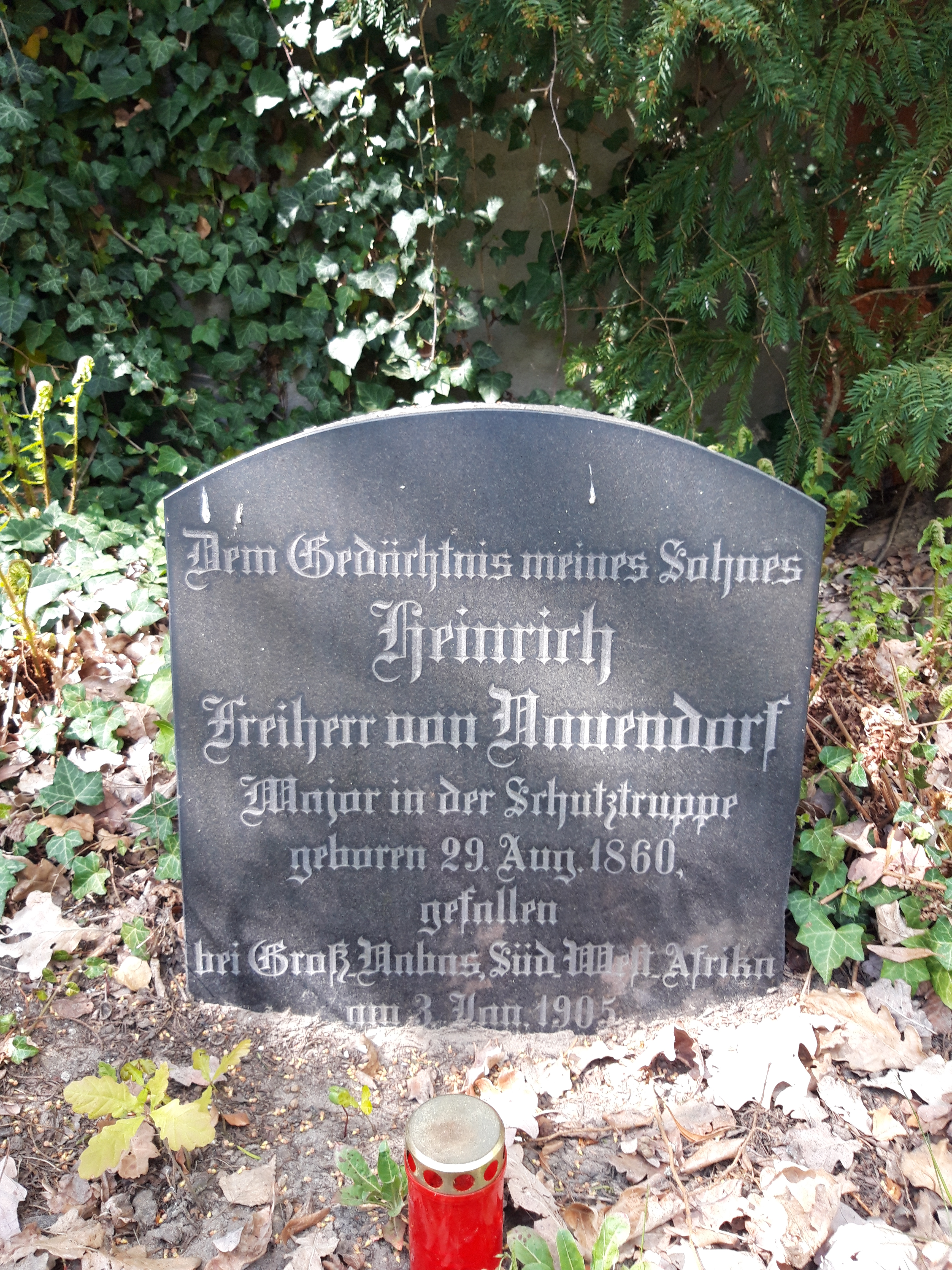
Gedenkstein für Heinrich von Nauendorf auf dem Neuen Friedhof in Potsdam

Heinrich Freiherr von Nauendorf (* 29. August 1860 in Wiesbaden; † 3. Januar 1905 bei Groß-Nabas) war ein preußischer Offizier, der durch seinen Tod im Kampf gegen die Nama in Deutsch-Südwestafrika bekannt wurde.

## Leben

### Militärkarriere
Heinrich von Nauendorf besuchte die Gymnasien in Küstrin und Potsdam, die Klosterschule Roßleben sowie die Kadettenhäuser Potsdam und Groß-Lichterfelde.
1879 trat er als Leutnant in das 8. Rheinische Infanterie-Regiment Nr. 70 ein, wurde jedoch bald in das 1. Rheinische Feldartillerie-Regiment Nr. 8 versetzt und besuchte die Artillerie- und Ingenieurschule in Berlin, was zur Ernennung zum Artillerieoffizier am 13. September 1882 führte. Am 21. August 1889 wurde er zum Premierleutnant befördert und am 16. Januar des nächsten Jahres in das 2. Brandenburgische Feldartillerie-Regiment Nr. 18 versetzt. 1893 wurde er Hauptmann und Batteriechef im Feldartillerie-Regiment Nr. 34, 1897 dann Hauptmann 1. Klasse. 1898 wurde Nauendorf zur Feldartillerie-Schießschule kommandiert, im nächsten Jahr zum Feldartillerie-Regiment Nr. 76, dann in den Stab des 1. Kurhessischen Feldartillerie-Regiments Nr. 11 versetzt.

### Deutsch-Südwestafrika
Am 15. September 1904 trat Nauendorf zur Schutztruppe für Deutsch-Südwestafrika über und wurde zum Major befördert. Im November 1904 wurde er vom Oberkommando in Windhuk zum Kommandeur der Süd-Artillerie ernannt. 
In dem als „Durstgefecht von Groß-Nabas“ bekanntgewordenen, 54 Stunden andauernden Gefecht bei der Wasserstelle Groß-Nabas am ausgetrockneten Auob-Rivier nahe Stampriet kämpfte die eingekesselte Schutztruppe unter Major Johann Meister vom 2. bis 4. Januar 1905 gegen die Nama unter dem Kommando von Hendrik Witbooi, denen sich etwa 250 Herero unter Frederick Maharero angeschlossen hatten.
Nauendorf, der während des Gefechts die Artillerie kommandierte, wurde in den Unterleib getroffen. Er starb 24 Stunden nach seiner Verwundung. Bei dem Gefecht fielen insgesamt 22 Deutsche. Der unerwartet heftige und verlustreiche Kampf führte zu Kritik an Schutztruppen-Kommandeur Lothar von Trotha. 
Heinrich von Nauendorfs letzten Kampf beschrieb Detlev von Liliencron in dem Gedicht Der Kampf um die Wasserstelle. Nauendorfs Familie ließ einen Grabstein am Fischfluss errichten. Auf dem Neuen Friedhof in Potsdam steht zudem ein Gedenkstein, errichtet von seiner Mutter.

Der anonyme Autor des Werkes Das Alte Heer, der Nauendorf persönlich kannte, charakterisierte ihn auf folgende Weise 

„Er war der Typ des verwegenen, übermütigen Draufgängers, immer vergnügt, immer laut, immer bereit, seine ganze Person einzusetzen. Die Gefahr zog ihn an, der Kampf reizte ihn und war sein eigentliches Lebenselement.“